# ミューズ細胞
ミューズ細胞（ミューズさいぼう、英: Muse cell; Multi-lineage differentiating Stress Enduring cell）は生体に内在する非腫瘍性の多能性幹細胞であり、臍帯を含めたほぼすべての臓器の結合組織、骨髄、末梢血に存在している。ヒト線維芽細胞やヒト骨髄間葉系細胞、脂肪由来幹細胞などの市販の間葉系細胞に1〜数％の割合で含まれており、自発的に、またはサイトカインの誘導により1細胞から体を構成する要素である外胚葉系、中胚葉系、内胚葉系の細胞に分化することができる。さらに、この３胚葉性の分化能は自己複製可能である。多能性幹細胞の関連遺伝子の発現を認めるが、腫瘍性に関連する遺伝子は体細胞レベルと同等で低く、テロメラーゼ活性も低く抑えられているため、無限増殖を行わない。従ってミューズ細胞は生体に移植されても腫瘍形成の危険が極めて低い。ミューズ細胞は2010年に東北大学の出澤真理教授のグループによってはじめて発見・報告された。2018年1月から急性心筋梗塞、脳梗塞、表皮水疱症、脊髄損傷、筋委縮性側索硬化症、新型コロナウイルス（SARS-CoV-2）感染症に伴う 急性呼吸窮迫症候群（ARDS）を対象とした探索的臨床試験を行った。また新生児低酸素性虚血性脳症に対する医師主導治験が開始されている。　脳梗塞患者を対象としたプラセボ対照二重盲検比較試験の 臨床試験結果が報告されている 。また、心筋梗塞と表皮水疱症、および筋萎縮性側索硬化症についても論文が報告されている。

## 特徴
- ストレス耐性を有する[22]。
- 腫瘍性を持たない。他の幹細胞よりも短い時間でDNA損傷の修復が行われる[23]。
- 多能性幹細胞のマーカーの一つとして知られているStage-specific embryonic antigen (SSEA)-3陽性細胞として単離することが可能である[1][3][4][5]。
- 臍帯を含めた多様な臓器の結合組織、骨髄、末梢血中に存在する。骨髄移植で移植される細胞群のうちの～0.03%、骨髄、脂肪などから採取可能な間葉系細胞の数%に相当する[1]。
- 自己複製能と3胚葉由来の多種多様な細胞への分化能を有する多能性幹細胞である[1]。
- テロメラーゼ活性は体細胞と同程度で低く、腫瘍性を示さない[1][9][24]。
- 正常ヒト生体組織より遺伝子の導入などの人為的操作なしに多能性幹細胞として単離することが可能である。
- 免疫抑制/調節効果、線維化抑制効果、血管新生効果、組織保護効果を示す[24]。
- sphingosine-1-phosphats (S1P)-S1P receptor 2のシステムにより、静脈経由または局所投与後、生体の損傷部位へと選択的に集積・生着する[25][26][27][28]。
- 傷害組織に生着後、組織に応じた細胞へと自発的に分化することで機能的な細胞を補充し組織を修復する。サイトカインや遺伝子導入による分化誘導を必要としない[1][25][26][27]。
- ドナー由来（他家）Muse細胞は特異な免疫特権があるため、HLA適合検査や長期の免疫抑制剤投与を必要とせず、直接投与可能である[28]。
- 従ってミューズ細胞を分離し、遺伝子操作などせず、ドナー細胞をそのまま点滴投与することによって様々な組織を修復させることができる。現在行われている治験はすべてHLA適合検査や免疫抑制剤投与をせずに直接ドナーミューズ細胞を点滴投与するものである。[29]

## マーカー
ミューズ細胞は未分化ヒトES細胞などの多能性幹細胞のマーカーとして知られているSSEA-3を発現している細胞として同定された。抗SSEA-3抗体を使用して単離したミューズ細胞のサイズはおよそ直径13-15μmである。ミューズ細胞はCD34 (造血幹細胞、脂肪幹細胞、VSELsのマーカー)やCD117 (造血幹細胞のマーカー)、Snai1・Slug (共に皮膚前駆細胞のマーカー), CD271・Sox10 (共に神経堤由来幹細胞のマーカー)、NG2・CD146 (共に血管周囲細胞のマーカー)、CD31・von Willebrand factor (共に血管内皮前駆細胞のマーカー)をすべて発現していないことから、これまでに報告のあったどの幹細胞とも異なる幹細胞である。

## ミューズ細胞の分化能

### In vitro
ミューズ細胞は培養系において、以下のようなマーカー陽性の細胞に自発的、またはサイトカインによる誘導で分化することが報告されている。
1. 外胚葉系細胞 (nestin, NeuroD, Musashi, neurofilament, MAP-2, tyrosinase, MITF, gf100, TRP-1, DCT)[3][32]
2. 中胚葉系細胞 (brachyury, Nkx2-5, smooth muscle actin, osteocalcin, oil red-(+) lipid droplets, desmin, WT-1, EYA1, Podocin, Megsin, Troponin-1, Cx43, Tbx20, ANP, Mlc1a, Mlc1v, CD31, CD34, Foxc1, Klf2)[1][3][33][34]
3. 内胚葉系細胞 (GATA-6, α-fetoprotein, cytokeratin-7, cytokeratin-19, cytokeratin-18, albumin, DLK, CXCR4, c-Met, HepPar1, anti-Trypsin, OV6, Lyve1)[1][3][25][35]
4. 傷害細胞・死細胞を貪食し、取り込んだ分化に必要なシグナル（転写因子等）を再利用することで、傷害細胞・死細胞と同じタイプの細胞に日単位で迅速分化する。ミューズ細胞は多能性を示すため、臓器内の複数の細胞種に分化できる[36]。

### In vivo
ヒトミューズ細胞が血中へ注入されるとS1Pに従って傷害部位に遊走し、傷害組織に入ると傷害細胞・死細胞を貪食し、取り込んだ分化シグナルを再利用して同一細胞に分化をすることで組織修復することが以下の損傷モデル動物で確認されている。
1. 心筋梗塞モデル[37]
2. 脳梗塞モデル[26][38][39]
3. 脳出血モデル[40]
4. 腎不全モデル[33]
5. 肝不全モデル[35]
6. 肝部分切除モデル[25]
7. 糖尿病性皮膚潰瘍モデル[27]
8. 大動脈瘤[41]
9. 筋変性モデル[1]
10. 皮膚損傷モデル[1]
11. 表皮水疱症モデル[42]
12. 筋萎縮性側索硬化症モデル[43]
13. 新生児低酸素性虚血性脳症モデル[44]
14. 病原性大腸菌による急性脳症モデル[45]

## 非腫瘍形成性

### 低テロメラーゼ活性
ミューズ細胞の特徴として、腫瘍形成能の指標の一つであるテロメラーゼ活性が低いことが挙げられる。Hela細胞やiPS細胞ではこのテロメラーゼ活性が高いことが報告されているが、一方でミューズ細胞では線維芽細胞のような正常体細胞の活性と同程度である。このことはミューズ細胞が腫瘍形成能をもたない理由の一つである。

### 多能性関連遺伝子および細胞増殖関連遺伝子の発現
ミューズ細胞における多能性関連遺伝子の「発現パターン」はES細胞やiPS細胞とほぼ同じであるが、その「発現レベル」は低い。一方、ミューズ細胞での細胞増殖関連遺伝子の発現は正常体細胞と同レベルであり、ES細胞やiPS細胞と比べて低い。これらのことはミューズ細胞が多能性を示す一方で腫瘍形成能を示さない理由と考えられる。

### マウス精巣への移植
幹細胞の腫瘍原性を調べる際に行われる免疫不全マウスの精巣内への移植実験において、ミューズ細胞は移植後6カ月経過してもテラトーマは形成されなかった。したがって、ミューズ細胞は多能性幹細胞でありながら腫瘍形成能を持たない細胞である。同様の例として、特定条件下で培養されたエピブラスト幹細胞はin vitroで多能性を示す一方、マウス精巣内に移植してもテラトーマを形成しなかったとの報告がある。従ってテラトーマの形成はあくまでも腫瘍原性の確認とその場合の多能性の証明法の一つであり、そもそも多能性幹細胞が常にテラトーマを形成するわけではないことに留意する必要がある。

## 組織修復
ミューズ細胞は生体内で組織修復を担っている細胞であることが示唆されている。脳梗塞患者では、発症後24時間で末梢血中のミューズ細胞数が統計的有意差をもって増加することが報告されている。心筋梗塞患者の末梢血中の内因性ミューズ細胞の動態解析では、発症急性期に血液中のミューズ細胞が増加した患者では半年後、心機能回復や心不全回避の傾向が見られた。一方、急性期に増加しなかった患者ではこれらの効果を示さない傾向が見られた。このことから、内因性のミューズ細胞は傷害を受けた臓器の修復に関わっていることが示唆されている。
また実験的には、遺伝子導入やサイトカイン処理が施されていないミューズ細胞をそのまま静脈投与すると、sphingosine-1-phosphate (S1P)-S1P receptor 2 システムによって傷害組織が出す共通の警報シグナルであるS1Pを感知し、傷害部位へと正確に遊走・生着する。その後、傷害細胞・死細胞を貪食し、取り込んだ分化シグナルを再利用することで同じタイプの細胞に自発的に分化し、組織修復や機能回復をもたらすことが動物モデルで示されている。
- 心筋梗塞モデル（TroponinI, alpha-actinin, Connexin43等を発現する心筋細胞）[37]
- 劇症肝炎モデル＆肝部分切除モデル (解毒酵素や糖代謝酵素を発現するalbumin・HepPar1陽性肝細胞へ分化)[1][25][35]
- 腎不全モデル（糸球体を構成する細胞、すなわちWT-1, podocin陽性足細胞、Megsin陽性メサンギウム細胞、CD31, von Willebrand factor陽性血管内皮細胞）[33]
- 筋変性モデル (ジストロフィン発現細胞へ分化)[1]
- 大動脈瘤モデル（CD31，smooth muscle actin陽性の血管内皮細胞）[41]
- 脳梗塞モデル、ALSモデル、新生児低酸素性虚血性脳症モデル、病原性大腸菌による急性脳症モデル（MAP-2, NeuN等陽性の神経細胞、GST-p、GFAPi等陽性のグリア細胞）[49][43][44][45]
- 表皮水疱症モデル（cytokeratin-14, -15, desmoglein-3を発現する表皮細胞）[42]

また局所投与によっても同様に傷害部位へ遊走・生着し、組織に適した細胞に自発分化し、組織修復と機能回復をもたらすことが報告されている。
- 脳梗塞・脳出血モデル (NeuN・Calbindin・Synaptophysin等を発現し錐体路に組み込まれる神経細胞、およびGSTπ陽性オリゴデンドロサイトへの分化)[26][38][39][40]
- 脊髄損傷モデル (ニューロフィラメント・MAP-2発現細胞へ分化)[50]
- 皮膚損傷モデル・糖尿病性皮膚潰瘍(サイトケラチン14陽性角化細胞へ分化)[1][27][51]

サイトカイン処理も人為的な遺伝子操作も必要なく、ただ血中に注入するだけで組織が修復できることは、再生医療での大きな利点である。2018年1月より急性心筋梗塞患者をはじめとして脳梗塞、表皮水疱症、脊髄損傷、筋委縮性側索硬化症、新型コロナウイルス（SARS-CoV-2）感染症に伴う急性呼吸窮迫症候群（ARDS）を対象とした臨床試験の治験がおこなわれた。また、新生児低酸素性虚血性脳症に対する医師主導治験も行われている。

## 基本的特徴
ミューズ細胞の持つ多能性 (多能性関連遺伝子の発現、3胚葉性細胞への分化、自己複製能)はヒト骨髄穿刺液から直接単離した細胞でも確認されており、培養操作により獲得したものではないことが示されている。
生体に存在する
ミューズ細胞は臍帯を含めた各臓器の結合組織や末梢血、骨髄に存在している多能性幹細胞であり、骨髄中では単核球細胞のうち、およそ3000個に1個の割合で存在することが示されている。培養を経ずにSSEA-3を指標に直接骨髄液から単離したミューズ細胞は、多能性因子の発現、3胚葉性分化、自己複製を示す。この事から、ミューズ細胞の示す多能性はストレスやサイトカイン、人為的な遺伝子操作などによって誘導されたものではないと考えられる。
多能性幹細胞とマクロファージの二面性を有する生体内修復幹細胞
ミューズ細胞は1細胞レベルでの三胚葉分化や自己複製など多能性幹細胞としての性質を示す一方、マクロファージ様の傷害細胞や死細胞を貪食する性質を有する。マクロファージと同様S1Pによって傷害組織に遊走・集積する。そして貪食された細胞と同じ細胞種に分化することで細胞置換を行い、組織を修復する。
ES細胞の胚様体のようなクラスターの形成
ミューズ細胞を浮遊培養で1細胞から培養すると増殖し、ES細胞由来の胚様体に似たクラスターを形成する。このクラスターは多能性幹細胞の指標であるアルカリフォスファターゼ、Nanog, Oct3/4, Sox2, PAR4の発現が接着状態のミューズ細胞よりも顕著に亢進することが報告されている。浮遊培養で形成されたクラスターはゼラチンコートした培養皿上に移動させると接着し、間もなくクラスターから細胞が増殖して広がっていく。増殖した細胞には外胚葉、中胚葉、内胚葉に属する細胞が含まれていることから、ミューズ細胞は1細胞から三胚葉性の細胞に自発的に分化する能力を有すると言える。
増殖速度
ミューズ細胞の細胞分裂速度は接着培養下で約1.3日程度であることが報告されており、線維芽細胞の約1日程度と比べて同等かあるいは若干遅いといえる。

## 自己複製能
ミューズ細胞は自己複製能を持ち、多能性幹細胞マーカーの発現を維持したまま増殖し、1細胞から3胚葉性の細胞への分化能力も自己複製されることが報告されている。また、その核型は正常が維持される。

## ミューズ細胞が採取できる組織
ミューズ細胞は外来で採取可能な骨髄穿刺液から単離することができる。また、生検で得られる皮膚組織や、脂肪吸引で得られる脂肪組織からも採取可能である。脂肪吸引は美容外科で頻繁に行われる、安全かつ非侵襲的な処置であり、こういった組織からミューズ細胞が簡単に採取できることは、再生医療分野で自家/他家移植の両方に用いることが可能であることを示唆する。
ミューズ細胞はまた、市販の間葉系幹細胞（線維芽細胞や骨髄間葉系幹細胞、脂肪幹細胞など）からも採取することができ、容易に入手することが可能である。
以下はミューズ細胞のソースとして確認されているものである。
- 骨髄穿刺液: およそ単核球3000個に対して1個の割合でミューズ細胞が含まれている[1][50]
- 脂肪: 皮下脂肪組織および脂肪吸引液の両方から採取可能である。[9][10]
- 皮膚: 真皮と皮下組織にある結合組織中に散在性に存在しており、血管や皮膚乳頭といった特定の組織的構造に存在しているわけではない。[3]
- 臍帯[6]
- 市販の細胞
  1. 骨髄間葉系細胞: およそ数％の細胞がSSEA-3陽性のミューズ細胞であると報告されている[1]。
  2. 線維芽細胞: およそ1～5%の細胞がSSEA-3陽性のミューズ細胞であると報告されている[3]。
  3. 脂肪由来幹細胞: およそ1～7%の細胞がSSEA-3陽性のミューズ細胞であると報告されている[9]。
- 最終的なミューズ細胞の割合は間葉系組織の種類や操作手技など複数の要因で変動する。
- ヒト以外の動物種からもミューズ細胞が単離できることが報告されており、マウス[52]、ウサギ[28]、ブタ[53]、イヌ[54]、ヤギ[55]などで確認されている。

## 採集方法
ミューズ細胞は以下のような方法で採集することができると報告されている。

### セルソーティング
組織や市販の細胞からSSEA-3陽性細胞として単離することができる。
ミューズ細胞の単離に関する一連の流れは以下のようになっている。
1. 線維芽細胞や骨髄単核球成分などのソースを用意する。
2. FACSを用いてSSEA-3陽性細胞を単離する。
3. 限界希釈した浮遊培養により、クラスターの形成を確認する。(このステップでは細胞が底面に接着するのを阻止するため、poly-HEMAコートした培養皿を使用する。)

### 長時間トリプシン処理 (Long-term trypsin, LTT)
培養間葉系幹細胞に対してストレス処理を行うことで、ある程度ミューズ細胞が濃縮できることが報告されている。ヒト皮膚由来線維芽細胞では16時間、ヒト骨髄間葉系細胞では8時間のトリプシン処理が濃縮に有効であったと報告されている。ただしこの処理はミューズ細胞を精製するのではなく、あくまでも濃縮し、比率を上げるためのものであるため、移植実験や分化誘導などの厳密なミューズ細胞を使用して行う必要がある実験では上記のFACSによる単離の方が望ましい。

### 重度細胞ストレス処理 (Severe cellular stress treatment, SCST)
上記の長時間トリプシン処理よりもさらに過酷なストレス処理により、ミューズ細胞の高い濃縮細胞群が得られるとの報告がある。この報告では脂肪吸引液に対して特定のストレス処理を行うと最終的にミューズ細胞が高率に生き残り、その他の多くの細胞が死滅する。処理手順は以下のとおりである。
1. 低温、低酸素、無血清状態で16時間のコラゲナーゼ処理を行う。
2. 遠心し、ペレットをPBSに懸濁する。
3. 溶血バッファーを加えてインキュベートする。

このような手順で得られたミューズ細胞は、脂肪由来幹細胞とは異なる細胞集団であると報告されている。

## 従来の間葉系幹細胞との基本的な違い
間葉系幹細胞から単離したSSEA-3陽性のミューズ細胞と、それ以外のSSEA-3陰性の間葉系幹細胞（非ミューズ細胞）を比較した場合、大きく異なる点がいくつか報告されている。
1. 限界希釈後の浮遊培養において、ミューズ細胞はES細胞の胚葉体に似たクラスターを形成するが、非ミューズ細胞は増殖せず、クラスターがほとんど形成されない。
2. ミューズ細胞に比べ、非ミューズ細胞の多能性関連遺伝子の発現は非常に低い、もしくは検出限界以下である。培養においては骨、軟骨、脂肪への分化は見られるが、外胚葉性あるいは内胚葉性の細胞への分化は見られない[3]。
3. 非ミューズ細胞を動物の体内に投与しても生体に残らず、投与数日後で検出限界以下となる。生体に残らないため、組織内での分化や細胞置換も見られない。従ってミューズ細胞でみられるような組織修復作用はもたらされない。ただし、非ミューズ細胞は損傷部位で生着しない代わりに各種サイトカインや栄養因子、さらには抗炎症因子を産生することで間接的に組織修復を助けていることが示唆されている[33][37][35]。

## iPS細胞のソースとしてのミューズ細胞
ヒト線維芽細胞中に存在するSSEA-3陽性細胞から効率的にiPS細胞が誘導されるとの報告が2009年にされている。さらに2011年にはヒト線維芽細胞の中の数パーセントを構成するミューズ細胞からのみiPS細胞が樹立され、一方ミューズ細胞を除いた線維芽細胞からは山中４因子を導入してもNanogやSox2などの多能性因子の発現が見られずiPS細胞も誘導されないことが報告された。これらの結果はiPS細胞の樹立は確率論的に誘導されるというstochastic modelではなく、特定の細胞集団から誘導されるというelite modelに従っていることを示唆している。ミューズ細胞はもともと多能性幹細胞であるため、iPS細胞との大きな違いは腫瘍形成能の有無である。つまりもともと細胞集団内に存在していた、多能性ではあるが腫瘍形成能のない幹細胞に対して山中因子が腫瘍形成能を与える事でiPS細胞ができるという可能性が示唆されている。

## in vitroにおけるミューズ細胞の分化能
複数のソースから得られたミューズ細胞が、様々な細胞種へと分化することが報告されている。 

### 色素細胞(メラノサイト)：
ヒト線維芽細胞由来ミューズ細胞は、メラノサイトへの誘導のソースである。ミューズ細胞と非ミューズ細胞を各種サイトカイン (Wnt3a, SCF, ET-3, bFGF, linoleic acid, cholera toxin, L-ascorbic acid, 12-O-tetradecanoylphorbol 13-acetate, insulin, transferrin, selenium, and dexamethasone)で処理すると、最終的にミューズ細胞のみがL-DOPA反応性の機能的なメラノサイトへと分化し、三次元皮膚培養モデルでは実際にメラニンを産生することも確認された。

### 角化細胞：
ヒト脂肪組織由来Muse細胞は、ゼラチンコートディッシュ上で自発的に、もしくはBMP4やall-trans-Retinoic acidなどのサイトカイン処理により角化細胞へと分化する。

### 神経細胞：
ヒト骨髄由来または線維芽細胞由来ミューズ細胞は、ゼラチンコートディッシュ上で培養すると神経系の細胞へと自発的に分化することができる。単一のミューズ細胞由来のクラスターをゼラチンコートしたディッシュ上で培養すると、神経系細胞のマーカーであるnestin (1.9%), MAP-2 (3.8%), GFAP (3.4%), O4 (2.9%)陽性細胞へと分化することが確認されている。これらの結果はミューズ細胞が神経系の細胞へと分化可能であることを示している。MAP-2もしくはGFAP陽性細胞の割合は、bFGF, forskolin, CNTF存在下で培養することで増加する。

### 肝細胞：
ミューズ細胞はゼラチンコートディッシュ上で培養することでDLK, α-フェトプロテイン, サイトケラチン18, サイトケラチン19陽性の肝細胞へ分化する。また、ITS, デキサメタゾン, HGF, FGF-4存在下で培養することでα-フェトプロテインおよびアルブミン発現細胞へと分化する。

### 腎臓細胞：
ミューズ細胞をall-trans-Retinoic acid、activin A, BMP7存在下で3週間培養すると腎臓のマーカーであるWT1, EYA1を発現する。

### 心臓細胞：
5' -azacytidine存在下でミューズ細胞を培養後、初期心筋分化因子であるWnt-3a, BMP-2/4, TGFβ1存在下で接着培養し、その後さらに後期心筋分化因子であるcardiotrophin-1を含む培地で培養することで横紋様の模様を持ち、α-actininおよびtroponin-Iを発現する心筋様細胞へと分化する。

### 脂肪細胞と骨細胞：
ミューズ細胞のクラスターから培養した細胞は、1-methyl-3-isobutylxanthine, dexamethasone, insulin, indomethacinを含む培地で培養することで、脂肪滴を持ち、oil red Oで染色される脂肪細胞へと分化する。また、dexamethasone, ascorbic acid, and β-glycerophosphateを含む培地で培養することで、オステオカルシン陽性の骨細胞へと分化する。

## ミューズ細胞の生体内における損傷修復
様々な組織から単離されたミューズ細胞が、疾患動物モデルで損傷修復効果を示している。  

### 急性心筋梗塞モデル：
急性心筋梗塞モデルのウサギに骨髄由来ミューズ細胞を静脈経由で自家移植・他家移植・異種移植（ヒト）すると、3日目ですでに投与された細胞の14.5%程度が梗塞部へと選択的に遊走・生着することが認められた。ミューズ細胞はS1P (sphingosine monophosphate)　receptor 2を使い、傷害部位から産生されたS1Pに向かって遊走することで、静脈投与であっても選択的に傷害部位に集積できると考えられる。遊走・生着後、ミューズ細胞は自発的にcardiac troponin-I, sarcomeric α-actinin, connexin-43陽性の心筋や血管の細胞へと分化していた。また、GCaMP3を導入したミューズ細胞は、心電図と同期してGCaMP3蛍光のオンオフが確認されたことから、ミューズ細胞が生理学的に機能性を持つ心筋細胞へと分化し、周辺のホストの心筋細胞とも連結をしていることが示唆された。ミューズ細胞を移植した場合の梗塞サイズは、コントロール群と比較して52％程度減少(骨髄間葉系幹細胞MSC移植群と比べて2.5倍の縮小)し、心拍出量ejection fractionは38%程度増加(MSC移植群と比べて2.1倍の増加)した。ウサギーウサギの他家移植およびヒトーウサギの異種移植でもミューズ細胞は損傷部位に生着し、心筋細胞に自発的に分化することで機能回復に貢献していた。中でも他家移植の場合には、免疫抑制剤なしで最長6カ月の間、組織に心筋細胞として生着し続け、機能回復に貢献し続けていたことが確認されている。また、同様の効果がヒトのMuse細胞を静脈投与されたブタの心筋梗塞モデルでも確認されている。

### 脳梗塞および脳内出血モデル：
ミューズ細胞の神経再生能については複数のモデルで示されている。
虚血再灌流による中大脳動脈閉塞（MCAO）ラット脳卒中モデルにおいて、3×104個のヒト皮膚由来ミューズ細胞を局所注射にて梗塞領域内の3カ所 (1カ所あたり1×104個)に投与したところ、2.5カ月の時点でコントロール群と比較して統計的に有意な機能回復が見られた。機能回復はミューズ細胞がラットの錐体路や感覚路へ生着したことで、後肢体性感覚誘発電位が正常に戻ったためであるとみられている。同様に、ヒト骨髄由来ミューズ細胞をマウスの永続的MCAOモデルやマウス小空洞性脳卒中モデルに局所注射した実験でも梗塞部位に生着し、神経細胞やオリゴデンドロサイトへと分化していたことが報告されている。マウス小空洞性脳卒中モデルではヒトミューズ細胞由来神経細胞は錐体路を形成する神経細胞に分化し、統計的に有意な機能回復をもたらした。マウス脳内出血モデルでもヒト骨髄由来ミューズ細胞を局所注射したところ、自発的に神経細胞へと分化した。このモデルではマウスは運動機能と空間学習、さらには記憶能力を回復した。

### 肝不全および肝部分切除モデル：
静脈注射によるヒト骨髄由来ミューズ細胞の投与により、CCL-4による肝硬変モデル免疫不全マウスの機能回復が見られた。この実験では移植されたマウス自身の肝細胞と融合することなく、ヒトミューズ細胞は自発的に肝細胞へと分化していた。さらには成熟した機能的肝細胞のマーカーであるヒトCYP1A2（解毒酵素）やヒトGlc-6-Pase（糖代謝のための酵素）を投与8週の時点で発現していた。
ヒト骨髄由来ミューズ細胞を肝部分切除モデル免疫不全マウスに静脈投与した場合、損傷部位への遊走後に肝臓の主要構成細胞である肝細胞(生着したGFP陽性ミューズ細胞の74.3%)、胆管細胞 (同17.7%)、類洞血管内皮細胞(同2.0%)、クッパー細胞(同6.0%)へとそれぞれ自発的に分化していた。
どちらのモデルにおいても、非ミューズ細胞を移植した場合は移植後数日から実験終了時までのどの段階でも、肝臓内に検出されなかった。従って肝細胞への分化も見られなかった。
ブタの肝切除モデルにおいて、同種ミューズ細胞を血管投与し、肝臓組織の再生修復と機能改善を認めた。
ラット部分肝移植モデルにヒトMuse細胞を血管投与すると、3日後には肝臓内の血管が保護され、血流が顕著に改善されることが確認されている。

### 慢性腎不全モデル：
ヒト骨髄由来ミューズ細胞を巣状分節性糸球体硬化症モデルのSCIDやBALB/cマウスに免疫抑制剤なしで静脈投与したところ、選択的に腎臓糸球体に生着し、自発的に糸球体構成細胞に分化することで腎機能回復をもたらした。静脈投与されたミューズ細胞は傷害を受けた糸球体へと遊走し、マウス自身の細胞と融合することなく、自発的に足細胞 (podocin陽性、～31%)、メサンギウム細胞 (megsin陽性、～13%)、血管内皮細胞 (CD31陽性、～41%)へと分化していた。その結果、糸球体硬化症と間質性線維症は軽減され、統計的有意差のあるクレアチニンクリアランスなどの腎機能の回復がもたらされた。

### I型糖尿病モデルマウスの皮膚潰瘍：
ヒト脂肪組織由来ミューズ細胞を濃縮した細胞群は、I型糖尿病モデルマウスの皮膚潰瘍の創傷治癒を有意に加速した。皮下に移植されたミューズ細胞は上皮と真皮に生着し、角化細胞や血管内皮細胞などへと自発的に分化した。ミューズ細胞を移植されたモデルマウスの潰瘍の治癒速度は非ミューズ細胞を移植されたマウスに比べて統計的有意差をもって早く、完治までにかかる時間は野生型のマウスよりもむしろ短かった。また上皮の厚みも増していた。

### 大動脈瘤モデル：
ヒト骨髄由来ミューズ細胞を大動脈瘤モデルSCIDマウスへ静脈経由すると、8週目には大動脈瘤の拡張が顕著に改善され、そのサイズはコントロール群のおよそ45.6%となっていた。移植されたミューズ細胞は動脈瘤の外膜側から内腔側へと侵入している様子も観察された。組織学的解析ではミューズ細胞が血管内皮細胞や血管平滑筋細胞へと自発的に分化しており、さらに血管を構成する弾性線維が産生されていることが確認された。

### 表皮水疱症モデル：
Type XVII collagen (Col17)-ノックアウトマウスに 5.0 × 10^4のヒト Muse 細胞 ないしヒト非Muse間葉系幹細胞（MSC;MSCから数パーセント含まれるMuse細胞を取り除いた残りの細胞）を尾静脈から血管投与した。 Ex vivo imaging においてMuse細胞は特異的に皮膚傷害部位に遊走したが、非Muse間葉系幹細胞はそのような遊走が確認されなかった。Muse細胞は表皮に生着し cytokeratin-14, -14, human desmoglein-3を発現していた。しかもMuse細胞投与を受けたマウスの全てにおいてヒト型 VII COL (hCOL7) が、5匹中4匹において ヒト型 COL17が、傷害皮膚部位に検出された。このことから、Muse細胞は静脈投与で皮膚傷害部位に選択的に遊走するだけでなく、角化細胞に分化をし、上皮の構造維持に必須の分子を産生することができることが示された。

### 新生児低酸素性虚血性脳症モデル：
生後7日ラットで低酸素性虚血性脳症を作成し、72時間後に 1 × 10^4 のヒト骨髄由来Muse 細胞、ヒト非Muse骨髄間葉系幹細胞（MSC;MSCから数パーセント含まれるMuse細胞を取り除いた残りの細胞）あるいは生理食塩水を免疫抑制剤無しに投与した。2週と4週後、Muse細胞は傷害を受けた脳に遊走し、投与6か月後まで神経細胞やグリア細胞マーカーを発現して脳内に生存していたが、非Muse骨髄間葉系幹細胞は2週後において肺に遊走し、4週後には全身において検出限界以下となった。Muse細胞投与を受けた群の脳ではミクログリア活性の抑制と興奮性グルタミン酸代謝産物の減少が確認され、4週と5か月後の運動機能評価、認知機能評価において. 非Muse骨髄間葉系幹細胞や生理食塩水を投与された群に比べて統計的有意差を持った機能改善が確認された。

### 筋萎縮性側索硬化症モデル：
G93A-トランスジェニック ALS マウスに, 5.0 × 10^4 のヒトMuse cells を投与すると、腰髄のpia-materとその直下の白質への選択的な遊走が見られ、さらにそれらの細胞はグリア様の形態とGFAPを発現していた。一方、ヒト骨髄間葉系幹細胞は同数投与したにもかかわらずこのような遊走も分化も脊髄において確認されず、大半の細胞は肺にトラップされていた。Muse細胞を投与された群では、ローターロッド、hanging-wire、下肢筋力、脊髄前核における運動ニューロン数において他の群よりも有意な改善がみられ、しかも 下肢筋肉の萎縮や神経脱落が軽減された。

### 病原性大腸菌感染による急性脳症モデル：
Shiga毒素産生大腸菌は腸管出血、血尿、尿毒症、急性脳症などの症状をきたし、突然死や重篤な神経性後遺症を引き起こす。 NOD-SCIDマウスに 9 × 10^9 colony-forming units の STEC O111 を経口投与し、48時間後に免疫抑制剤無しに5 × 10^4 のヒトMuse 細胞を静脈投与すると、後遺症の無い状態での100％生存が確認された。Muse細胞においてG-CSFの産生を阻害し、その後動物に投与すると、同様のSTEC0111投与においては40％の死亡率となり、顕著な体重減少などが見られたため、G-CSF産生がMuse細胞の有効性の一部を担っていることが示唆された。従って病原性大腸菌による急性脳症において、Muse細胞の静脈投与が有効である可能性が示された。

### 角膜瘢痕
吸引脂肪から採取したヒトMuse細胞は dynamic rotary cell culture systemの浮遊培養でspheroid状にすることで活性が高まり、in vitroで効率的に角膜間葉系細胞 corneal stromal cells (CSCs) に分化することができた。直交して積み重ねられた圧縮コラーゲン（cell-SCC）で組み込まれたヒトMuse細胞をマウスとツパイの角膜損傷モデルに移植すると、瘢痕形成を抑制し、角膜の再上皮化、神経線維の伸長などを促進し、一方で炎症や血管の侵入を抑制し、角膜の透明性が維持された。

### 放射線傷害モデル
18 Gy放射線照射をマウスの腹部に行い、消化管の急性傷害モデルを作製し、ヒト臍帯由来ミューズ細胞を点滴投与すると、生存率が上がり、消化管が修復保護された。

### 脊髄損傷モデル
ラットの圧迫挫滅脊髄損傷モデルにおいて、急性期および亜急性期にミューズ細胞を血管投与すると機能回復が見られた。

## ミューズ細胞の臨床データ
ミューズ細胞は健常なヒト骨髄に存在しており、末梢血中のミューズ細胞の数は脳卒中患者では発症の24時間後に劇的に上昇することが報告されている。急性心筋梗塞患者においては末梢血中のミューズ細胞の数は発症の24時間後に、血清中のスフィンゴシン1リン酸(S1P)の濃度とともに有意に上昇し、2～3週間以内に元のレベルまで戻る。重要な点は、急性期に末梢血中のミューズ細胞数が上昇した患者は、発症後6カ月の時点での心機能の回復や心不全の回避が見られる点であり、これは患者自身に内在しているミューズ細胞が組織の修復機能を持っていることを示唆している。

## 再生医学
- 骨髄移植: ミューズ細胞は骨髄単核球成分の一部(～0.03%)として骨髄細胞集団中に存在する[1][50]。これは、ミューズ細胞が1958年より行われている「骨髄移植」の一部としてこれまで投与されてきたことを意味している[68]。
- 間葉系幹細胞移植: ミューズ細胞は培養された骨髄由来間葉系細胞や脂肪由来幹細胞といった間葉系細胞にも数パーセントの割合で存在している。この間葉系幹細胞もまた肝臓・心臓・神経組織・気道・皮膚・骨格筋・腸などの治療のためにヒトに移植されている[69]。したがってこれら培養した間葉系細胞の代わりに純化もしくは濃縮されたミューズ細胞を使用すれば、再生効果が改善する可能性がある[4]。
- ミューズ細胞は生体に投与しても腫瘍形成の危険が低いため、再生医療や細胞ベースの治療における多能性幹細胞のソースとして実現可能性が高いと期待されている。

## 臨床試験
2018年1月よりヒトMuse細胞製剤の急性心筋梗塞、脳梗塞、表皮水疱症患者、脊髄損傷、筋委縮性側索硬化症、新型コロナウイルス（SARS-CoV-2）感染症に伴う 急性呼吸窮迫症候群(ARDS)を対象とした臨床試験が行われた。
また、新生児低酸素性虚血性脳症に対する医師主導治験も行われている。
これまでに心筋梗塞と表皮水疱症、およびALSの論文が報告されている。
またプラセボ対照二重盲検比較試験で実施された脳梗塞治験の結果も公表された。Muse細胞製剤投与後 52 週までの安全性について、臨床試験を進めるうえで問題となる重要な副作用は臨床試験期間を通して認められず、良好な忍容性が確認できた。プラセボ（偽薬）またはMuse細胞製剤を投与する前では、ほとんどの患者さんの modified Rankin Scale（以下、「mRS」※1。障害の重症度や日常生活自立度の評価指標）は、4（中等度から 重度の障害： 歩行や身体的要求には介助が必要）または 5（重度の障害： 寝たきり、失禁 状態、常に介護と見守りが必要）であったが、投与 12 週（3 ヶ月）後の mRS が 2 以下（公共交通機関を介助なしに利用できるなど身の回り の事が出来る状態）となった被験者の割合（レスポンダー割合）はMuse細胞製剤投与群で40％（10 例/25 例）に達し、プラセボ投与群 10％（1 例/10 例）より 30％上回った。 また、投与後 52 週（～1 年）では、Muse細胞製剤 投与群のレスポンダー割合は 68.2％（15 例/22 例） に達し、プラセボ投与群 (37.5％、3 例/8 例）との群間差 30％以上を維持していた。さらに投与後 52 週までの有効性評価では、mRS が 1（日常の活動は行うことができ、職場復帰でき た状態）を達成した被験者は52週時点で7例であったが、全例がMuse細胞製剤投与群であり（31.8％、 7 例/22 例）、プラセボ投与群では一切認められなかった。